# تشارلز مانينغ
تشارلز مانينغ (بالإنجليزية: Charles Manning)‏ هو أكاديمي جنوب أفريقي، ولد في 1894 في جنوب أفريقيا، وتوفي في 1978.